# بيلي ساندز
بيلي ساندز (بالإنجليزية: Billy Sands)‏ هو ممثل أمريكي، ولد في 6 يناير 1911 في الولايات المتحدة، وتوفي في 24 أغسطس 1984 بلوس أنجلوس في الولايات المتحدة بسبب سرطان.

## وصلات خارجية
- بيلي ساندز على موقع IMDb (الإنجليزية)
- بيلي ساندز على موقع ألو سيني (الفرنسية)
- بيلي ساندز على موقع أول موفي (الإنجليزية)
- بيلي ساندز على موقع قاعدة بيانات الأفلام السويدية (السويدية)
- بيلي ساندز على موقع قاعدة بيانات الفيلم (الإنجليزية)
- بيلي ساندز على موقع كينوبويسك (الروسية)
- بيلي ساندز على موقع كينوبويسك (الروسية)